# Bệnh viện K
Bệnh viện K là bệnh viện trực thuộc Bộ Y tế, chuyên điều trị các căn bệnh ung thư, theo Nghị định số 49/2003/NĐ-CP ngày 15/5/2003 của Chính phủ.

## Lịch sử hình thành
- Viện Radium Đông Dương (Insitut du Radium de l'Indochine) được thành lập tại Hà Nội vào ngày 19 tháng 10 năm 1923 do Pièrre Moullin phụ trách.
- Từ thời điểm đó, Viện Radium Đông Đương đã mang nhiều tên gọi khác nhau như Viện Radium Đông Dương, Viện Curie Đông Dương, Viện Curie, Viện Ung thư.
- Năm 1957, Viện Radium Đông Dương được Pháp bàn giao cho Việt Nam Dân chủ Cộng hòa. Thực hiện tiếp quản Viện Radium Đông Dương có các bác sĩ Nguyễn Như Bằng, Đỗ Bá Hiển, Phạm Thụy Liên, Lương Tấn Trường, Phan Huy Chữ và y tá Đỗ Thiên Thu.
- Năm 1959 Viện Radium được sáp nhập vào nhà thương Phủ Doãn (sau là Bệnh viện Hữu nghị Việt Đức) và trở thành khoa Ung thư của bệnh viện này trong những năm 1959 – 1969.
- Ngày 17/7/1969, được sự đồng ý của Chính phủ, Bộ trưởng Bộ Y tế Nguyễn Văn Hưởng ban hành Quyết định số 711/QĐ-BYT về việc thành lập Bệnh viện K trên cơ sở Khoa Ung thư của Bệnh viện Hữu nghị Việt Đức. Giám đốc đầu tiên của Bệnh viện K là bác sĩ Phạm Thụy Liên, Phó Giám đốc là bác sĩ Lương Tấn Trường với tổng số cán bộ nhân viên gồm 68 người.
- Năm 2000, cơ sở II của Bệnh viện K tại Tam Hiệp được thành lập và cơ sở III Bệnh viện K Tân Triều đi vào hoạt động từ năm 2012.

## Ban Giám đốc

### Giám đốc
- GS. TS. Lê Văn Quảng - Bí thư Đảng ủy, Giám đốc.

### Phó Giám đốc:
- PGS.TS.BS Đỗ Hùng Kiên - Phó Bí thư Đảng uỷ, Phó Giám đốc chuyên môn.
- PGS. TS. Phạm Văn Bình - Phó Giám đốc chuyên môn.
- TS. BS. Đỗ Anh Tú - Phó Giám đốc chuyên môn, Phụ trách cơ sở Tam Hiệp.
- ThS. DSCKII Vũ Đình Tiến - Phó Giám đốc phụ trách kinh tế.

## Chức năng nhiệm vụ
Bệnh viện K là cơ sở chuyên khoa đầu ngành của cả nước về phòng chống và điều trị ung thư. Theo Quyết định số 2406/QĐ-BYT ngày 09/06/2017 của Bộ trưởng Bộ Y tế về việc ban hành Quy chế tổ chức và hoạt động của Bệnh viện K, Bệnh viện có chức năng, nhiệm vụ như sau:

### Chức năng
1. Cấp cứu, khám bệnh, chữa bệnh, phòng bệnh và phục hồi chức năng chuyên khoa ung bướu và các bệnh trong khả năng của bệnh viện cho người bệnh trong nước, nước ngoài.
2. Đào tạo và tham gia đào tạo cán bộ y tế, làm công tác chỉ đạo tuyến, tham gia phòng chống dịch bệnh theo nhiệm vụ được Bộ Y tế phân công.
3. Nghiên cứu khoa học, triển khai ứng dụng khoa học, công nghệ, kỹ thuật hiện đại để phục vụ người bệnh và phục vụ công tác nghiên cứu khoa học và đào tạo nhân lực y tế.

### Nhiệm vụ
1. Khám bệnh, chữa bệnh.
2. Nghiên cứu khoa học.
3. Đào tạo, bồi dưỡng nhân lực y tế.
4. Chỉ đạo tuyến.
5. Hợp tác quốc tế.
6. Phòng, chống dịch bệnh, thiên tai, thảm họa
7. Quản lý chất lượng bệnh viện.
8. Quản lý bệnh viện.
9. Thực hiện các nhiệm vụ khác theo quy định của Bộ Y tế.

## Cơ cấu tổ chức

### Cơ sở
Bệnh viện có 3 cơ sở tại Hà Nội: 
- Cơ sở 1: 43 Quán Sứ, Hàng Bông, Hoàn Kiếm, Hà Nội.
- Cơ sở 2: Tựu Liệt, Tam Hiệp, Thanh Trì, Hà Nội.
- Cơ sở 3: 30 Cầu Bươu, Tân Triều, Thanh Trì, Hà Nội.

### Phòng ban
1. Phòng Tổ chức cán bộ
2. Phòng Công nghệ thông tin
3. Phòng Kế hoạch tổng hợp
4. Phòng Điều dưỡng
5. Phòng Công tác xã hội
6. Phòng Quản trị
7. Phòng Vật tư - Thiết bị y tế
8. Phòng Tài chính kế toán
9. Phòng Hành chính
10. Trung tâm đào tạo & chỉ đạo tuyến
11. Phòng Quản lý chất lượng
12. Phòng Hợp tác quốc tế và Nghiên cứu khoa học
13. Phòng Hành chính tổng hợp Quán Sứ.
14. Phòng Hành chính tổng hợp Tam Hiệp.

### Khối lâm sàng (45)
1. Khoa Ngoại Quán Sứ 1
2. Bộ phận Gây mê hồi sức Tam Hiệp
3. Khoa Nội Hệ tạo huyết
4. Khoa Ngoại cơ xương khớp
5. Khoa Ngoại Tai Mũi Họng
6. Khoa Gây mê hồi sức Quán Sứ
7. Khoa Nội Tam Hiệp
8. Khoa Ngoại Quán Sứ 2
9. Khoa Nội Quán Sứ
10. Khoa Y học cổ truyền
11. Khoa Điều trị A
12. Khoa Ngoại đầu cổ
13. Khoa Khám bệnh cơ sở Quán Sứ
14. Khoa Vật lí xạ trị
15. Khoa Khám bệnh theo yêu cầu Quán Sứ
16. Khoa Y học hạt nhân
17. Khoa Nội vú, phụ khoa 2
18. Khoa Khám bệnh cơ sở Tân Triều
19. Khoa Khám bệnh theo yêu cầu cơ sở Tân Triều
20. Khoa Xạ đầu cổ (Xạ 1)
21. Khoa Xạ Vú phụ khoa (Xạ 2)
22. Khoa Xạ tổng hợp Quán Sứ (Xạ 3)
23. Khoa Tổng hợp Tam Hiệp (Xạ 4)
24. Khoa Xạ tổng hợp Tân Triều (Xạ 5)
25. Khoa Nhi
26. Khoa Ngoại bụng I
27. Khoa Ngoại bụng II
28. Khoa Ngoại vú (Ngoại B)
29. Khoa Ngoại Phụ khoa (Ngoại E)
30. Khoa Ngoại Lồng ngực (Ngoại D)
31. Khoa Ngoại Gan Mật Tụy
32. Khoa Ngoại Thần kinh
33. Khoa Ngoại Tiết niệu
34. Khoa Ngoại Tổng hợp Tam Hiệp
35. Khoa Hồi sức tích cực
36. Khoa Phẫu thuật gây mê hồi sức
37. Khoa Hồi sức cấp cứu
38. Trung tâm Chăm sóc giảm nhẹ
39. Khoa Điều trị theo yêu cầu - cơ sở Quán Sứ
40. Khoa Nội 1 (Nội đầu cổ, phổi)
41. Trung tâm Nghiên cứu lâm sàng
42. Khoa Nội 2 (Điều trị Ung thư phổi, ung thư vùng đầu cổ)
43. Khoa Nội 3 (Điều trị Ung thư đường tiêu hóa: thực quản, dạ dày, GIST, hệ tiết niệu, gan, tụy)
44. Khoa Nội 4 (Điều trị Ung thư đường tiêu hóa dưới: đại tràng, trực tràng, ung thư phổi, gan, tụy)
45. Khoa Nội 5 (Điều trị Ung thư vú, ung thư phụ khoa)

### Khối cận lâm sàng (11)
1. Trung tâm Giải phẫu bệnh - Sinh học phân tử
2. Trung tâm Chẩn đoán hình ảnh
3. Trung tâm Dinh dưỡng lâm sàng
4. Trung tâm Vật lý trị liệu
5. Khoa Chẩn đoán hình ảnh Quán Sứ
6. Khoa Dược
7. Khoa Nội soi - thăm dò chức năng
8. Khoa Sinh hóa miễn dịch
9. Khoa Huyết học Vi sinh
10. Khoa Kiểm soát nhiễm khuẩn
11. Khoa Giải phẫu bệnh Quán Sứ

Bệnh viện hiện có 66 khoa, phòng, đơn vị, bộ phận; trung tâm với 1.224 cán bộ viên chức (biên chế 899, hợp đồng 213 và các cán bộ khác).

## Ban Lãnh đạo Bệnh viện K qua các thời kì[3]
Năm 1975 đồng chí Lê Hoành Sơn được bổ nhiệm làm Phó Giám đốc, BS. Vũ Khoa được bổ nhiệm Phó Giám đốc năm 1976.
Năm 1981, BS. Nguyễn Tòng được bổ nhiệm làm Giám đốc và 02 Phó Giám đốc là BS. Nguyễn Huy Thiêm và bà Phạm Thị Thanh.
Năm 1983, PGS. Nguyễn Công Thụy được bổ nhiệm là Giám đốc Bệnh viện.
Năm 1988, GS.TS Nguyễn Bá Đức đảm nhiệm vị trí Giám đốc Bệnh viện.
Năm 2009, PGS.TS Bùi Diệu chính thức đảm nhiệm vị trí Giám đốc Bệnh viện K cùng với các Phó Giám đốc: PGS.TS Nguyễn Văn Hiếu (8/2007 – 5/2015); PGS.TS Trần Văn Thuấn (8/2007 – 9/2016); PGS.TS Nguyễn Văn Tuyên; PGS.TS Bùi Công Toàn; PGS.TS Nguyễn Đại Bình (5/2011 – 2017); ThS. Lê Văn Quân (5/2011 đến nay); Kĩ sư Phạm Lương An (2/2015 đến nay).
Tháng 10/2016, PGS.TS Trần Văn Thuấn được bổ nhiệm giữ chức vụ Giám đốc Bệnh viện K. Cùng với đó là 03 Phó Giám đốc: PGS.TS Nguyễn Đại Bình; ThS. Lê Văn Quân; Kĩ sư Phạm Lương An. Tháng 11/2017, PGS.TS Lê Văn Quảng được bổ nhiệm là Phó Giám đốc Bệnh viện K.
Tháng 6/2020, PGS.TS Lê Văn Quảng được bổ nhiệm giữ chức vụ Giám đốc Bệnh viện K cùng với các Phó Giám đốc: PGS.TS Đỗ Hùng Kiên (7/2024 đến nay); DSCK II Vũ Đình Tiến (7/2024 đến nay); TS.BS Đỗ Anh Tú (12/2020 đến nay); TS.BS Phạm Văn Bình (12/2020 đến nay).